# Fórum de Diálogo Índia-Brasil-África do Sul

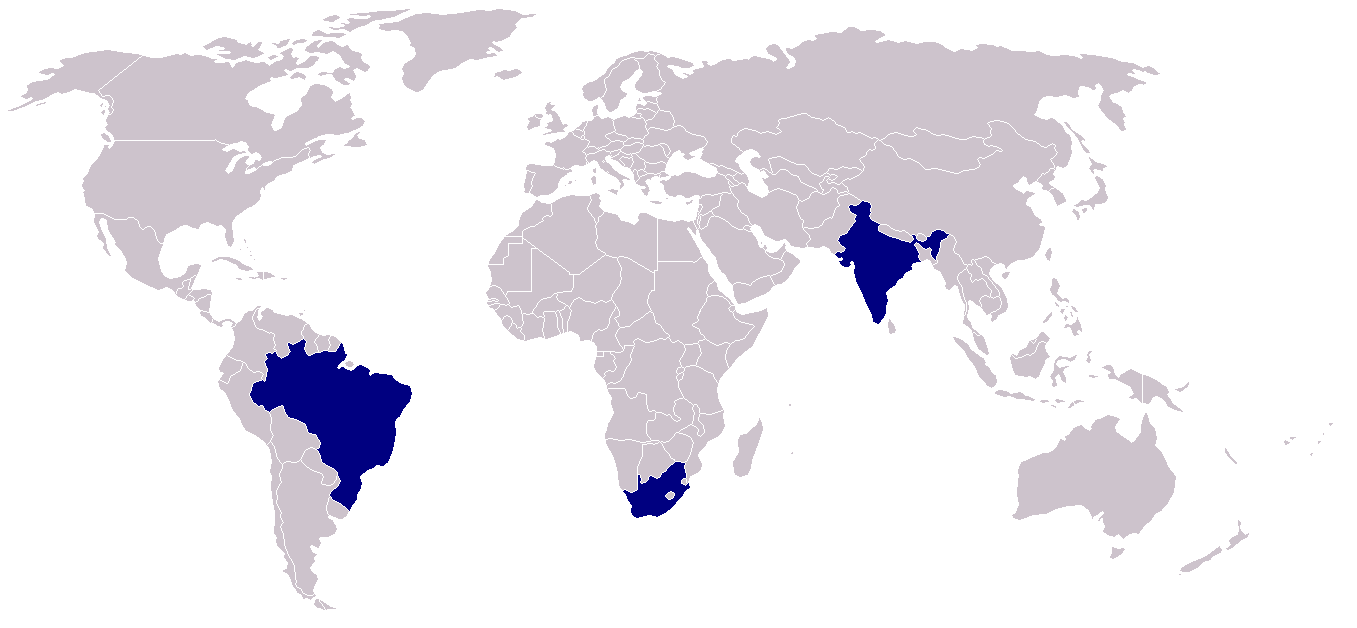
Índia, Brasil e África do Sul - IBAS.

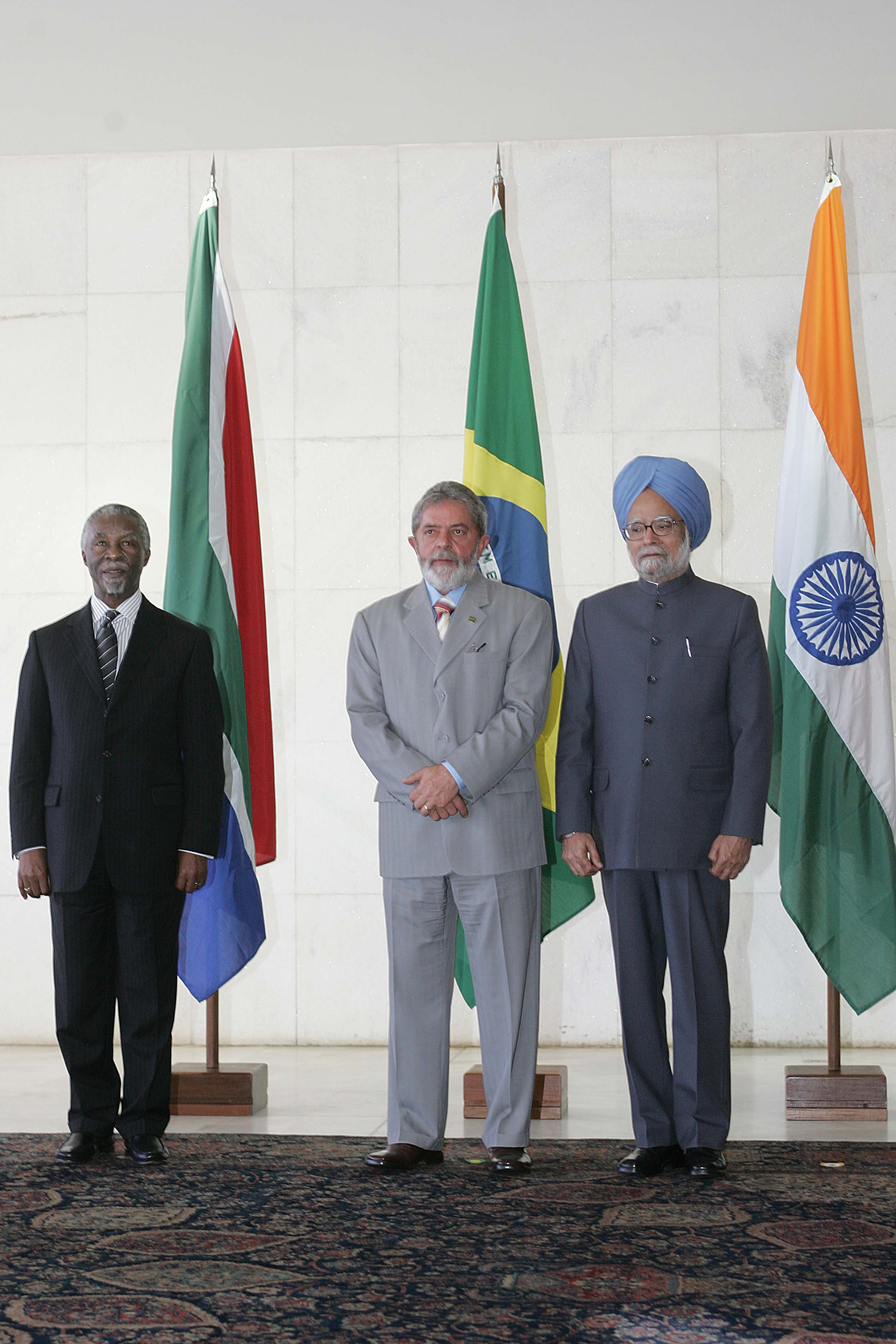
Brasília - O Presidente do Brasil,Luiz Inácio Lula da Silva, entre o ex-presidente da África do Sul, Thabo Mbeki (E), e o ex-primeiro-ministro da Índia, Manmohan Singh, no encontro da 1ª Cúpula Ibas, no Palácio Itamaraty.
Foto:Domingos Tadeu/PR

O Fórum de Diálogo Índia-Brasil-África do Sul, comumente abreviado para IBAS, também chamado de G3, é um acordo feito entre Índia, Brasil e África do Sul de caráter político, estratégico e econômico.
Em 6 de junho de 2003, em Brasília, por meio da Declaração de Brasília, iniciou-se o estreitamento das relações entre os países IBAS. Este constituiu um encontro pioneiro de três países com democracias vibrantes, de três regiões do mundo em desenvolvimento e atuantes em escala global, com o objetivo de examinar temas da agenda internacional e de interesse mútuo. Nos últimos anos, notou-se a importância e a necessidade de diálogo entre países e nações em desenvolvimento do Sul. Estes três países representam as maiores democracias em cada continente (ou subcontinente) e que juntos representam uma população de 1,25 bilhão de pessoas.
Para o Brasil, o G3 tem, hoje, mais importância política que comercial, uma vez que o intercâmbio comercial como Índia e África do Sul ainda é relativamente baixo. Contudo, o apoio político destes países pode ser fundamental para que a política externa brasileira alcance objetivos importantes (como a questão dos subsídios agrícolas na Organização Mundial do Comércio e o assento permanente no Conselho de Segurança das Nações Unidas).
Em 13 de setembro de 2006, foi realizada, em Brasília, a primeira cúpula do IBAS, com a reunião dos presidentes Luiz Inácio Lula da Silva, do Brasil, Thabo Mbeki, da África do Sul, e do primeiro-ministro indiano, Manmohan Singh. Eles se comprometeram a estimular o comércio trilateral de seus países, e assinaram vários acordos de cooperação nas áreas de energia e de transporte.
No ano seguinte, a II cúpula IBAS firmou o compromisso de aumentar em pelo menos 50% o comércio trilateral além de debater soluções para os gargalos que dificultam este crescimento, em especial na área de infraestrutura. Outros temas debatidos no encontro foram os biocombustíveis, energia nuclear e medicamentos genéricos.